# Naturschutzgebiet Der Spieß – An der Spießbrücke

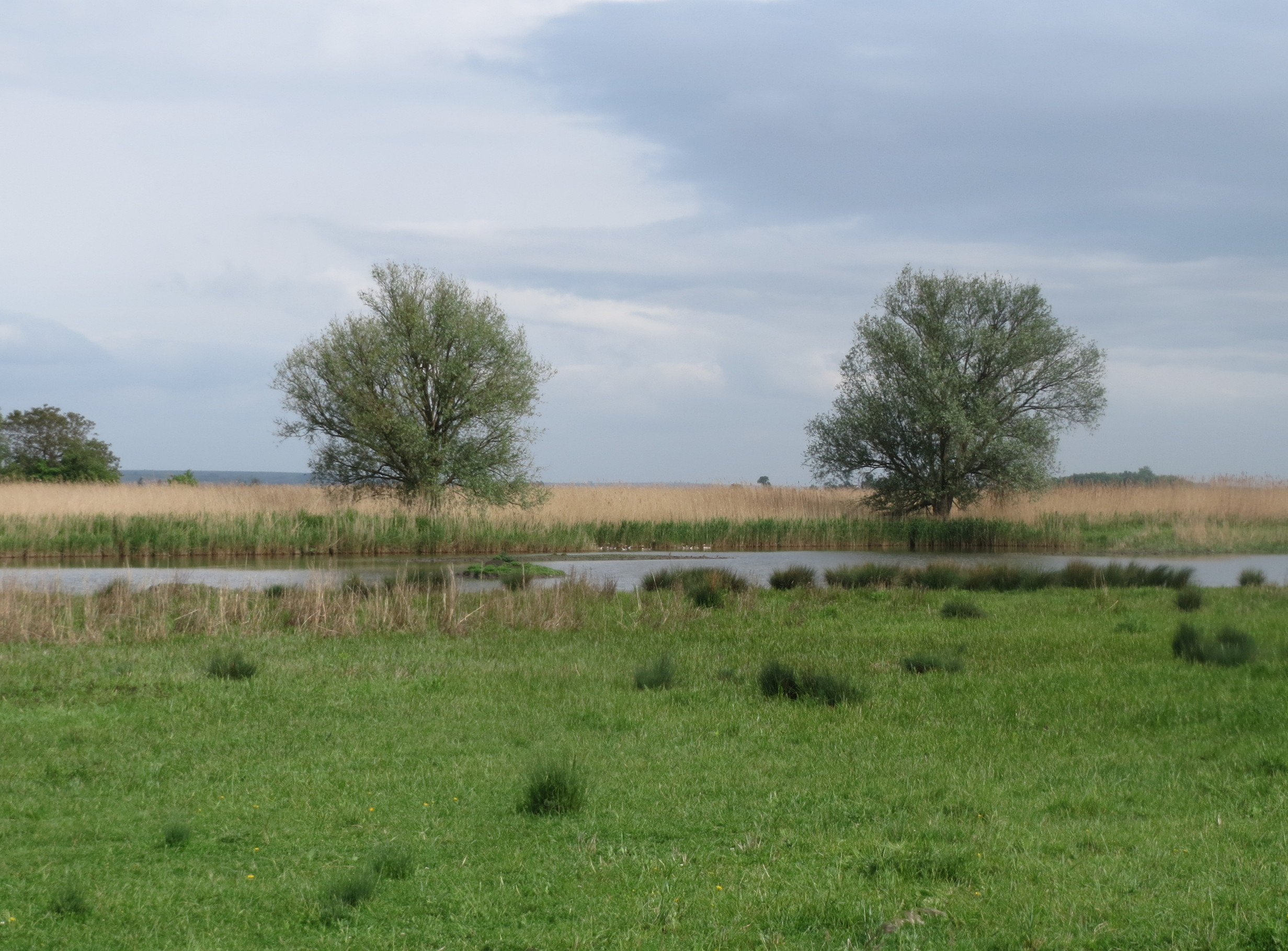
Der Spieß – An der Spießbrücke

Das Naturschutzgebiet Der Spieß – An der Spießbrücke ist ein 9,3 ha großes Naturschutzgebiet im Norden der Stadt Worms. Es umfasst ein Feuchtgebiet im Bereich eines ehemaligen Altrheinarms. Die Rechtsverordnung zur Unterschutzstellung wurde am 26. September 1985 durch die Bezirksregierung Rheinhessen-Pfalz erlassen.

## Schutzzweck
Das Naturschutzgebiet wurde zum Arten- und Biotopschutz ausgewiesen. Das Feuchtgebiet mit Wassergräben, Schilfröhricht, Seggenriedern und Feuchtwiesen dient als Rastplatz für seltene Vogelarten. Nach der Biotopkartierung 2007 finden sich im Gebiet drei Pflanzengesellschaften: Phalaridetum arundinaceae, Phragmition australis, Cicuto-Caricetum pseudocyperi.
In seiner Prägung entspricht das Gebiet weitgehend dem Zustand der Altrheinrinne vor 1936, als durch einen Generalentwässerungsplan die Trockenlegung des Gebiets festgelegt wurde, um landwirtschaftliche Nutzfläche zu gewinnen. Da die damals gewonnenen Ackerflächen weiterhin bei hohen Grundwasserständen oder Starkregenereignissen von Vernässung betroffen waren, wurden ab 2002 die an das Naturschutzgebiet angrenzenden Flächen aus der landwirtschaftlichen Nutzung genommen und der Seegraben renaturiert. Insgesamt werden auf Rheindürkheimer Gemarkung etwa 20 ha ehemaliges Ackerland für den Biotopschutz genutzt.
Das Naturschutzgebiet ist zusätzlich eine Teilfläche des Landschaftsschutzgebietes Rheinhessisches Rheingebiet.

## Lage
Das ungefähr rechteckige Gebiet liegt nördlich des Stadtteils Rheindürkheim in einem verlandeten Altrheinarm. Auf seiner Südwestseite verläuft der vom Seebach abzweigende und über Eich zum Rhein entwässernde Seegraben. Unmittelbar nördlich des Gebiets liegt der Mückenhäuser Hof.